# 닐 피어트
닐 엘우드 피어트(영어: Neil Ellwood Peart, OC, 1952년 9월 12일 ~ 2020년 1월 7일)는 캐나다의 음악가 겸 작가로, 록 밴드 러쉬의 드러머로 잘 알려져 있다.

## 서훈
- 1996년 캐나다 훈장 구성원(OC)